# Черлина
Черлина (рум. Cerlina) — село в Сорокском районе Молдавии. Наряду с селом Немировка входит в состав коммуны Немировка.

## История
На чисто славянское происхождение названия села указывает российский языковед М. В. Сергиевский в своей работе «Топонимия Бессарабии и её свидетельство о процессе заселения территории». Название села, как и значительная часть названий в Сорокском уезде происходит, как можно думать, от имен или фамилий местных владельцев, некоторые же повторяют названия, известные по другим областям.

## География
Село расположено на правом берегу реки Днестр на высоте 40 метров над уровнем моря. Близлежащие сёла — Немировка, Воронково, Залучены.

## Население
По данным переписи населения 2004 года, в селе Черлина проживает 1300 человек (639 мужчин, 661 женщина).
Этнический состав села:
| Национальность | Число жителей | Процентный состав |
| -------------- | ------------- | ----------------- |
| молдаване      | 1281          | 98.54             |
| украинцы       | 10            | 0.77              |
| русские        | 7             | 0.54              |
| румыны         | 1             | 0.08              |
| прочие         | 1             | 0.08              |
| Всего          | 1300          | 100%              |